# Associazione nazionale per l'isolamento termico e acustico

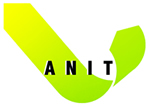
Logo ANIT

Associazione nazionale per l'isolamento termico e acustico, in acronimo ANIT, è un'associazione culturale senza scopo di lucro (non-profit) fondata in Italia nel 1984.
Obiettivi dell'Associazione sono la diffusione, la promozione e lo sviluppo dell'isolamento termico ed acustico nell'edilizia e nell'industria come mezzo per salvaguardare l'ambiente e il benessere delle persone.
ANIT diffonde la corretta informazione sull'isolamento termico e l'isolamento acustico attraverso convegni gratuiti e itineranti in tutta Italia, pubblicazioni e corsi di aggiornamento tecnico. 
Coinvolge quasi 2700 persone su tutto il territorio nazionale ed è la prima associazione italiana del settore per rappresentatività.
L'Associazione promuove la normativa legislativa e tecnica partecipando attivamente ai principali comitati e gruppi di lavoro del settore - commissione edilizia, ambiente, acustica UNI, comitato termotecnico italiano, commissione antincendio - e stabilisce un centro comune di relazione tra gli associati.